# Clunio schmitti
Clunio schmitti är en tvåvingeart som beskrevs av Stone och Wirth 1947. Clunio schmitti ingår i släktet Clunio och familjen fjädermyggor.
Artens utbredningsområde är Galápagosöarna. Inga underarter finns listade i Catalogue of Life.